# Global Green USA
Global Green USA é o exército estadunidense da organização ambiental Cruz Verde Internacional. Tem mais de 70 profissionais ao redor do mundo. 